# خوسيه كانتيرو
خوسيه كانتيرو (بالإسبانية: José Cantero)‏ هو لاعب غولف أرجنتيني، ولد في 8 يونيو 1959.

## وصلات خارجية
- خوسيه كانتيرو على موقع رابطة لاعبي الغولف المحترفين (الإنجليزية)
- خوسيه كانتيرو على موقع رابطة أوروبا للاعبي الغولف المحترفين (الإنجليزية)